# Сфінктер
Сфі́нктер (лат. sphincter від дав.-гр. σφιγκτήρ, утвореного від σφίγγω — «стискаю») — клапанний пристрій, що регулює перехід вмісту з одного органа організму в інший (або з однієї частини трубчастого органа в іншу). Роль сфінктера виконує круговий м'яз, що звужує або замикає при скороченні зовнішній (наприклад, ротовий) або перехідний (наприклад, сечового міхура у сечівник) отвір.
Сфінктер в сукупності з допоміжними елементами у вигляді складок слизової оболонки і судинних утворень називають «сфінктерним апаратом».

## Класифікація сфінктерів

### Сфінктери функціональні та анатомічні
Розділяють поняття функціонального сфінктера та анатомічного. Деякі важливі сфінктери (наприклад, нижній стравохідний сфінктер) будучи сфінктерами у функціональному відношенні, не мають чітко вираженої анатомічної структури та наявність анатомічного сфінктера в даному місці для деяких авторів не очевидна.

### Гладком'язові
Більшість сфінктерів складаються з гладких м'язів і є мимовільними, тобто вони не можуть управлятися свідомістю. Такі сфінктери можуть являти собою один з наступних варіантів:
- м'язовий жом з циркулярних волокон, що закривають просвіт травної трубки;
- структуру з спіралеподібно розташованих м'язових волокон, що беруть участь в розширенні отворів; саме спіралеподібний хід м'язових волокон, зокрема, поздовжніх, визнається найдоцільнішим для розкриття просвіту в області сфінктера, як і одночасного вкорочення трубчастого утворення.

### Поперечно-смугасті
Меншість сфінктерів живих організмів побудовані з поперечно-смугастої тканини. Вони довільні, тобто можуть управлятися свідомістю людини.